# Jubileumsutställningen Örebro 700 år

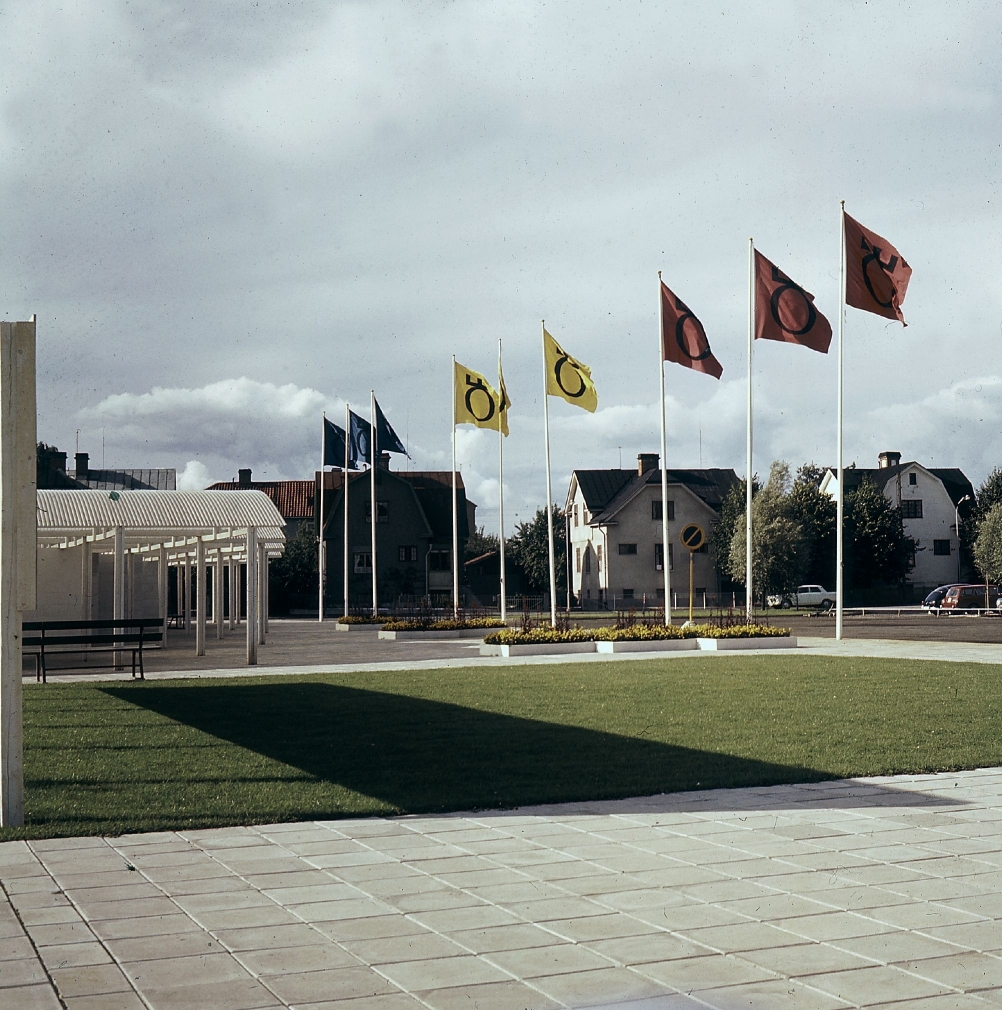
En av entréerna till utställningen.

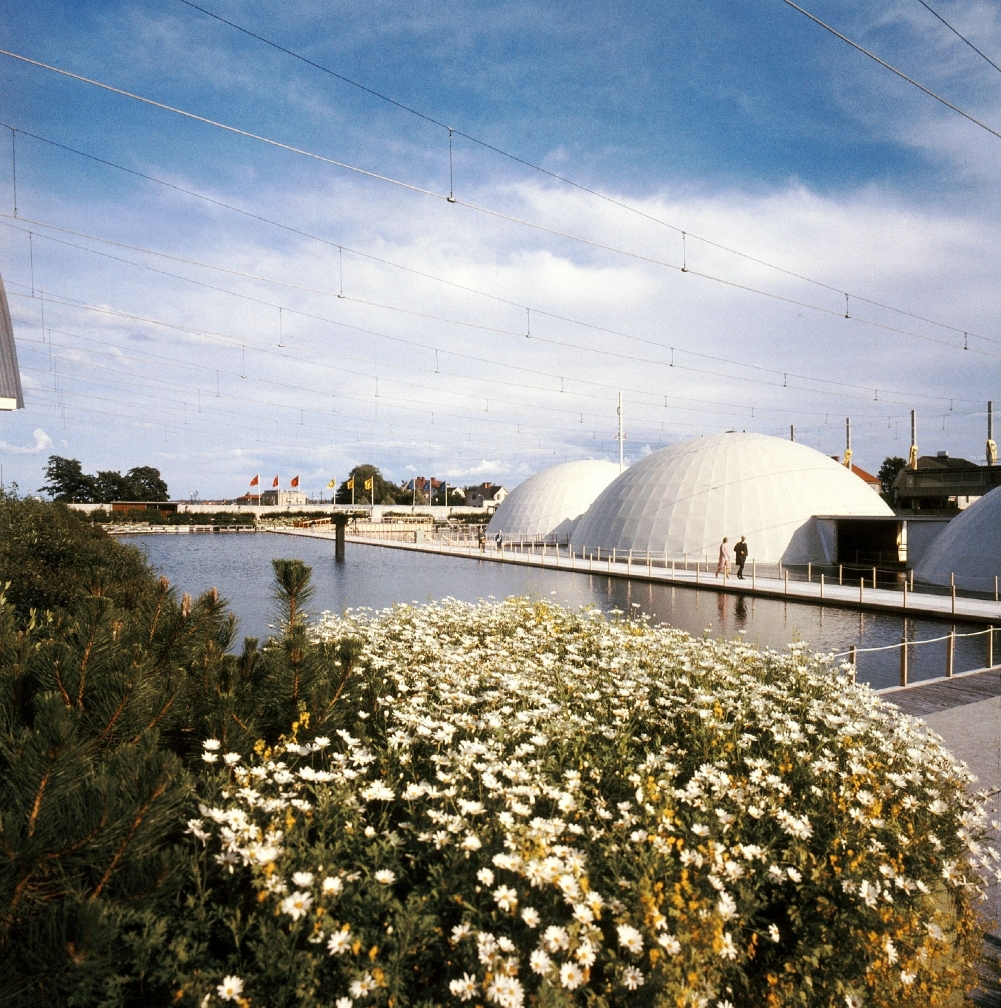
Regionplaneutställningen i kupoler på bandyarenan.

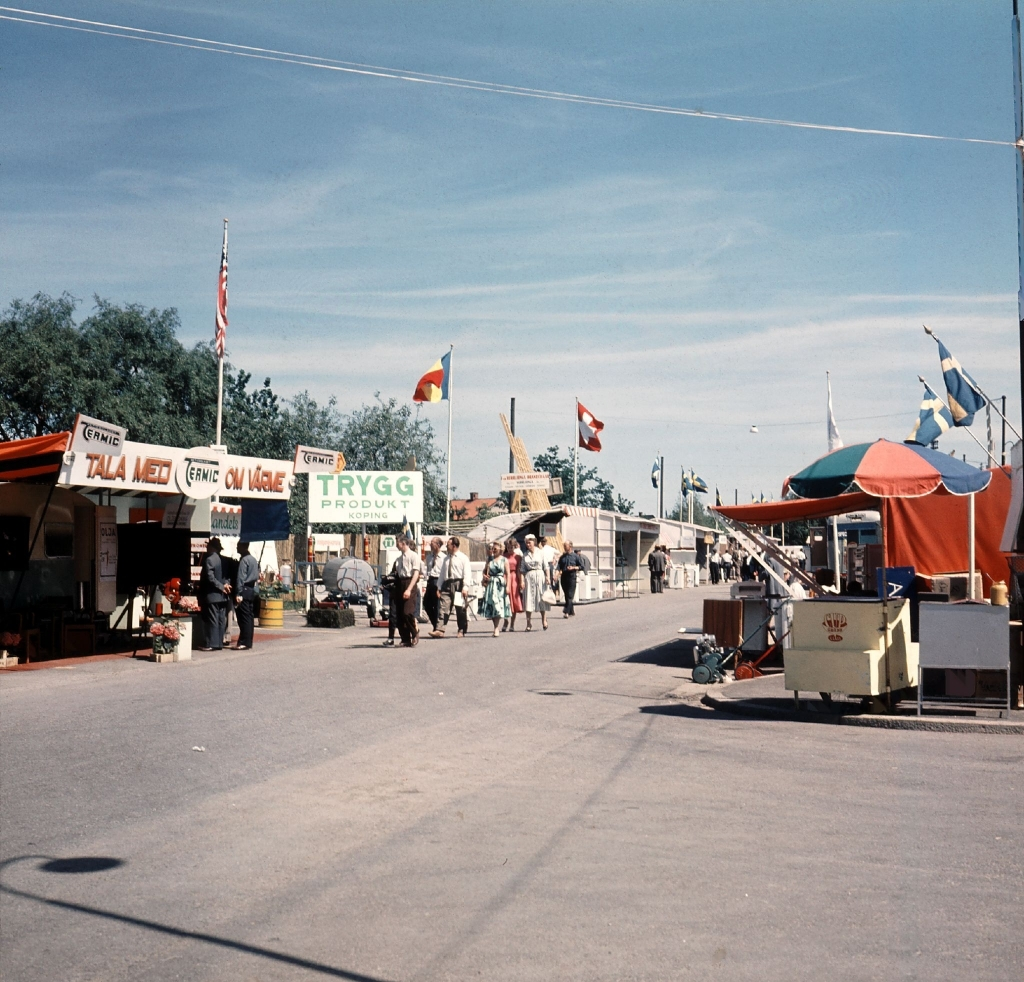
En del av utställningsområdet.

Jubileumsutställningen Örebro 700 år, hölls den 4 juni - 20 juni 1965 i Sveaparken, Idrottshuset, på Eyravallen och Vinterstadion med anledning av Örebros förmodade 700-årsjubileum som stad.
Utställningen var en del av firandet av Örebros 700-årsjubileum. Man tror att Örebro fick sina stadsrättigheter någon gång på 1260-talet, och därför valdes 1965 som år för att fira 700 år. Utställningen hade föregåtts av ett minutiöst planeringsarbete. Viktiga personer i det arbetet var landshövding Valter Åman, stadsfullmäktiges ordförande Eric Fallenius, drätselkammarens ordförande Harald Aronsson och arbetsutskottets ordförande, direktör Gunnar Ignell.
Utställningen invigdes den 4 juni av kung Gustaf VI Adolf, som även i samband med örebrobesöket invigde det nya kulturreservatet (nuvarande friluftsmuseet) Wadköping.

## Utställningar
Omkring 600 utställare fanns på plats i de olika utställningslokalerna centrerade krin Idrottshuset. Dessutom fanns olika idéutställningar, till exempel Idé 65, Örebro stads expo, den konsthistoriska utställningen Nerike 700 år - människor och miljöer, landstingets utställning, kyrkornas expo och totalförsvarsutställningen. En uppmärksammad del av utställningen var den s.k. Regionplaneutställningen. Den byggdes i Abstracta-kupoler ute på den vattenfyllda bandyarenan. Här fördes fram tidiga idéer om ett nytt synsätt på regioner.

## Temadagar
Det fanns speciella tema och specialarrangemang för utställningens olika dagar:
- 4 juni — Invigningsdagen
- 5 juni — Sångarnas dag
- 6 juni — Kristna budskapets dag; Svenska flaggans dag
- 7 juni — Hembygdens dag
- 8 juni — Idrottens dag
- 9 juni — Hundens dag
- 10 juni — Nykterhetens dag
- 11 juni — Hantverkets dag
- 12 juni — Jordbrukets dag
- 13 juni — Totalförsvarets dag
- 14 juni — Bygga - bostad
- 15 juni — Familjens dag
- 16 juni — Polisens dag
- 17 juni — Pensionärernas dag
- 18 juni — Ungdomens dag
- 19 juni — Arbetets dag
- 20 juni — Avslutningsdagen